# Etruskische Kunst

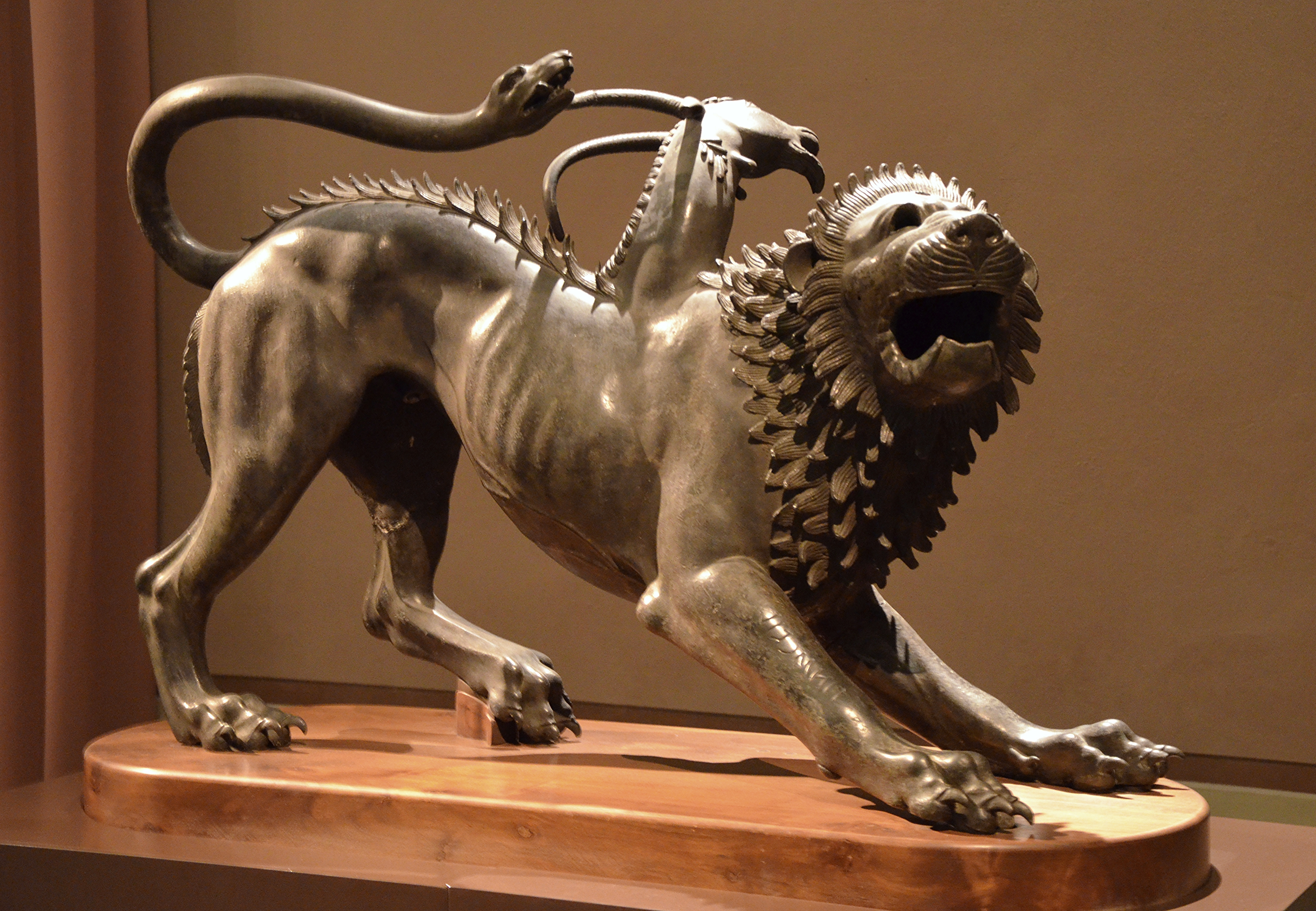
Die etruskische Chimäre von Arezzo

Die geflügelten Pferde im Museo Nazionale Tarquiniense

Als etruskische Kunst wird die vom Orient und vor allem von Griechenland beeinflusste, aber durchaus eigenständige Kunst des etruskischen Kerngebietes zwischen Arno und Tiber und darüber hinaus bezeichnet. Die typischen Merkmale des künstlerischen Ausdrucks sind ab dem 8. Jahrhundert v. Chr. zu finden, allerdings wegen des fehlenden nationalen Zusammenhalts mit deutlichen regionalen Unterschieden. Aus kulturgeschichtlicher Sicht wird die etruskische Kunst als eine provinzielle Abwandlung der griechischen gesehen, ihr dabei aber ein beachtliches künstlerisches Potential zugestanden. Nicht vergessen werden sollte, dass die Etrusker den Römern die technischen Voraussetzungen für die Urbanisierung verschafft haben, zusammen mit den ersten größeren Kultbauten und deren künstlerische Ausgestaltung, einschließlich der Kultbilder und Dachterrakotten.

## Kulturepochen
Die künstlerische Hinterlassenschaft der Etrusker wird erst seit dem ausgehenden 18. Jahrhundert systematisch erforscht. Früher wurde versucht, die Erzeugnisse in Bezug zu griechischen Vorbildern zu setzen. Inzwischen liegt die Betonung auf dem Verständnis der etruskischen Kultur, deren eher volkstümliche Kunst üppige Verzierungen liebt und die eindringliche Rhetorik der formal-feierlichen Kunst der Griechen nicht kennt.
Der Beginn der etruskischen Kunst ist im Zeitraum zwischen dem 10. Jahrhundert v. Chr. und der Zeit um 700 v. Chr. angesiedelt, wobei die andauernde Villanovakultur von der orientalisierenden Phase der etruskischen Kunst abgelöst wurde. Im 1. Jahrhundert v. Chr. mündet die etruskische Kunst schließlich ohne Bruch in die römische Kunst ein. Im Einzelnen werden folgende Epochen der etruskischen Kultur unterschieden:
- Villanova-Zeit (9. bis 8. Jahrhundert v. Chr.) – Aus der frühen Eisenzeit stammen die ersten Zeugnisse der etruskischen und italischen Zivilisation. Die geographische Grenze bildet der Lauf des Tibers. Die Bezeichnung Villnova geht zurück auf die gleichnamige Stadt bei Bologna, wo 1853 in Brunnengräbern Bestattungsreste in charakteristischen “bikonischen” Behältern gefunden wurden. Sie wiesen eingekerbte und eingeritzte geometrische Verzierungen auf, die als charakteristisch für diese kulturelle Phase gelten.
- Orientalisierende Periode (7. Jahrhundert bis ca. 550 v. Chr.) – In dieser Zeit zeugen weit entwickelte Küstenstädte von den ausgedehnten wirtschaftlichen und kulturellen Beziehungen mit der Ägäis sowie dem östlichen Mittelmeerraum. Das einheimische Kunstschaffen wurde vornehmlich von altorientalischen Vorbildern geprägt.
- Archaische Zeit (550 bis 350 v. Chr.) – Ab dem 6. Jahrhundert v. Chr. wurde die griechische Kunst zum Vorbild der etruskischen.
- Hellenistische Zeit (3. bis 1. Jahrhundert v. Chr.) – Der Hellenismus erlangte seine volle Blüte, wobei die künstlerischen Impulse jetzt vom griechischen Unteritalien ausgingen.

## Grabanlagen

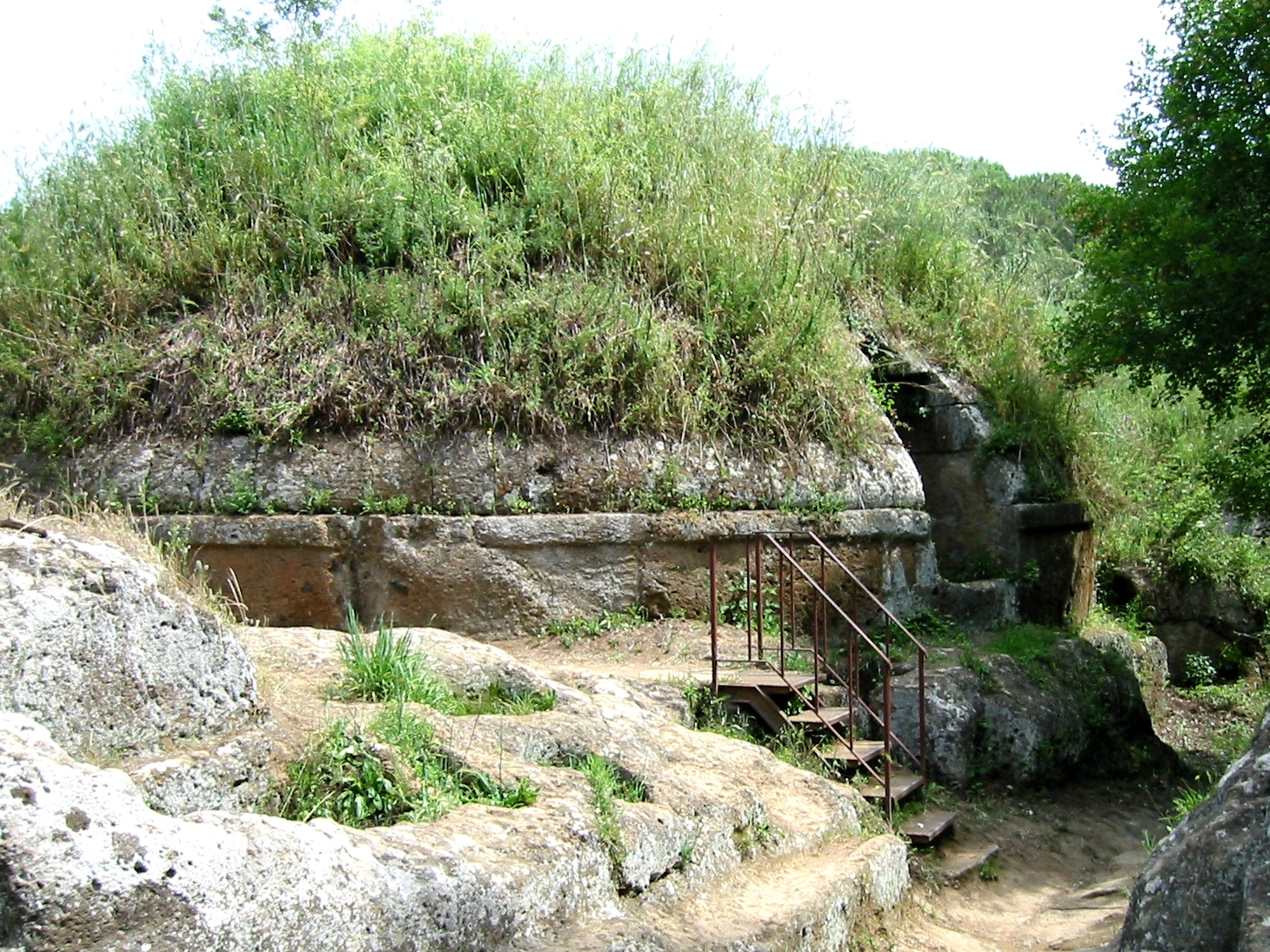
Tumulus in der Banditaccia-Nekropole, Cerveteri

Der größte Teil der Funde stammen aus den etruskischen Nekropolen (Cerveteri, Tarquinia, Populonia, Orvieto, Vetulonia, Norchia). Die Ausführung dieser Grabanlagen vermittelt ein Bild der etruskischen Baukunst, während Ausstattung und Grabbeigaben Einblicke in etruskische Malerei und Plastik sowie den Alltag vornehmer Bürger gewähren.
Im 7. Jahrhundert v. Chr. entstanden aus den älteren Fossagräbern sogenannte Kammergräber in Südetrurien (z. B. die Tomba Regolini-Galassi aus der Mitte des 7. Jahrhunderts in Cerveteri) und Kuppelgräber mit runder oder quadratischer Grundfläche und unechtem Gewölbe in Nordetrurien (Grab von Casal Marittimo). Ein solches Tumulus-Grab wurde in Cerveteri aus dem stehenden Tuffstein eines kleinen Hügels herausgeschlagen, anschließend mit Erde bedeckt und bepflanzt. An anderen Stellen findet man Tholosgräber, mit Grabkammern aus Stein und Ziegel.
Im 6. Jahrhundert wurde das Kammergrab mit einem oder mehreren Räumen vorherrschend; es war die Zeit der großen aristokratischen Familien. An die Stelle dieser Freilandanlagen (Cerveteri, Vulci, Vetulonia) traten in jüngerer Zeit nach gleichem oder ähnlichem Schema angelegte Felsgräber mit architektonischen Fassaden (Norchia, San Giuliano, Orvieto). Die Grabkammern sind oft mit reicher Malerei, aus dem Fels geschlagenen Einrichtungsgegenständen und Totenbetten sowie Sarkophagen, Urnen, Schmuck, Waffen und Gerät als Grabbeigaben ausgestattet.

## Wandmalerei und Kleinkunst

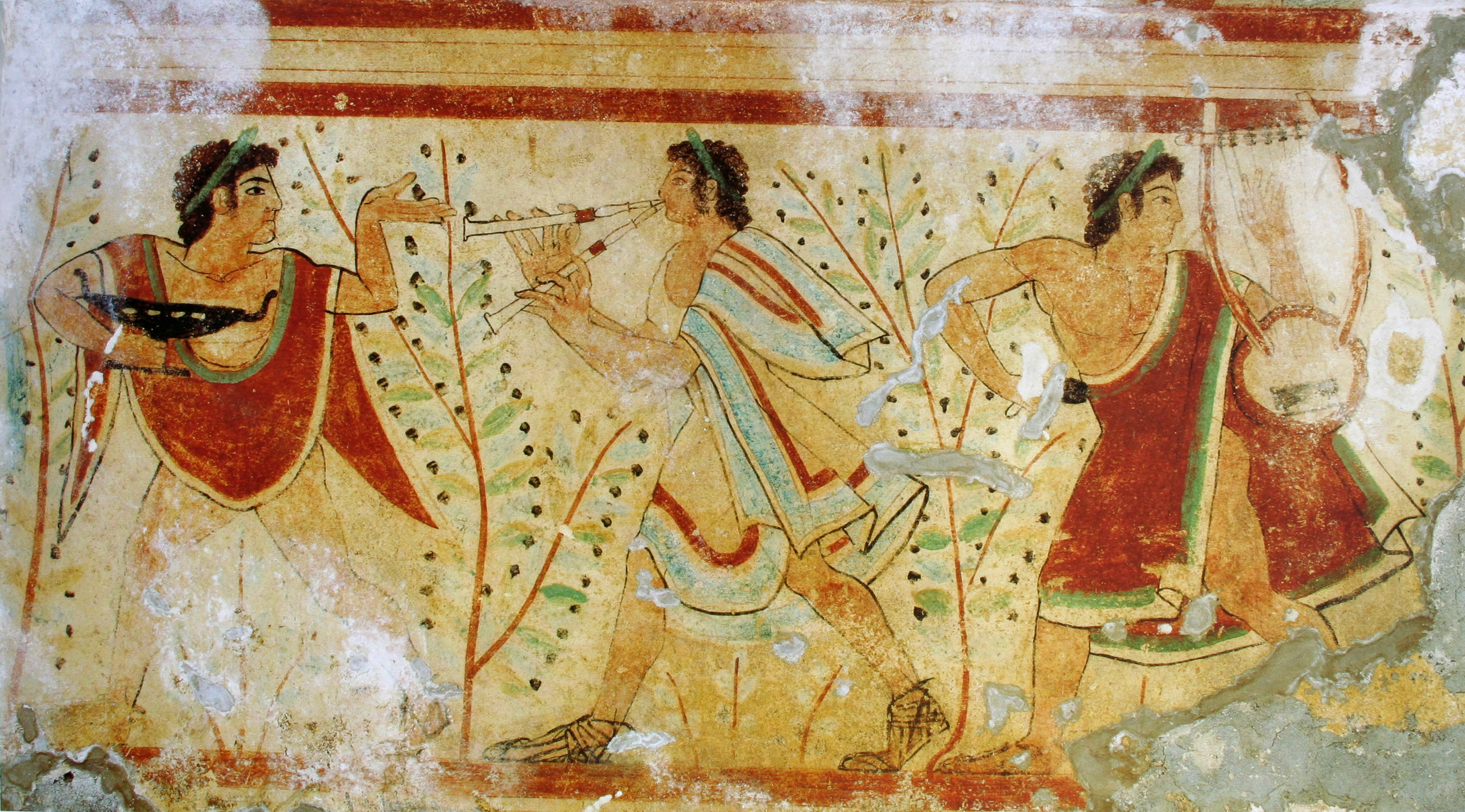
Wandmalerei, Tomba dei Leopardi, Tarquinia

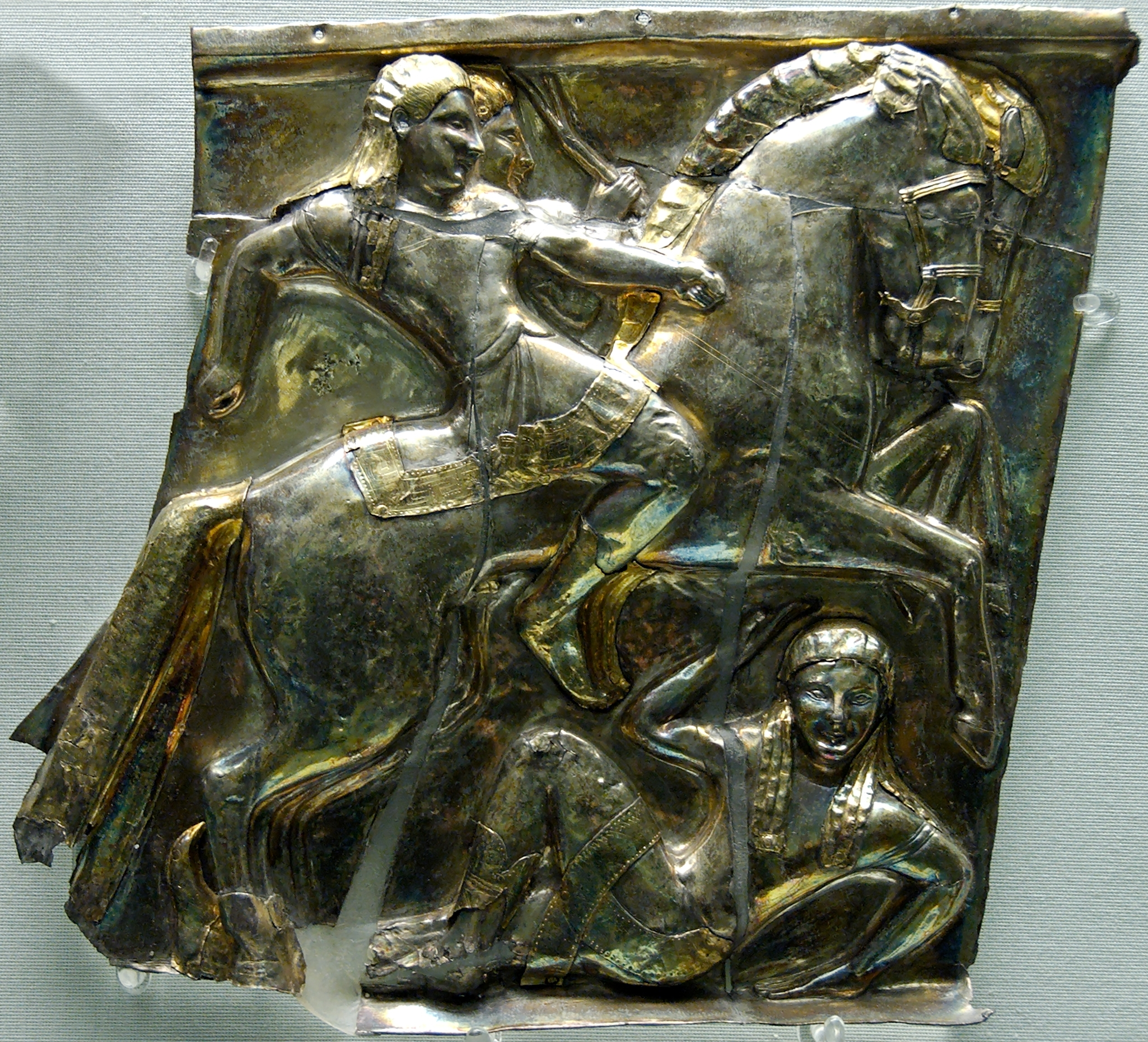
Etruskische Reiter, 540–520 v. Chr., Castel San Marino

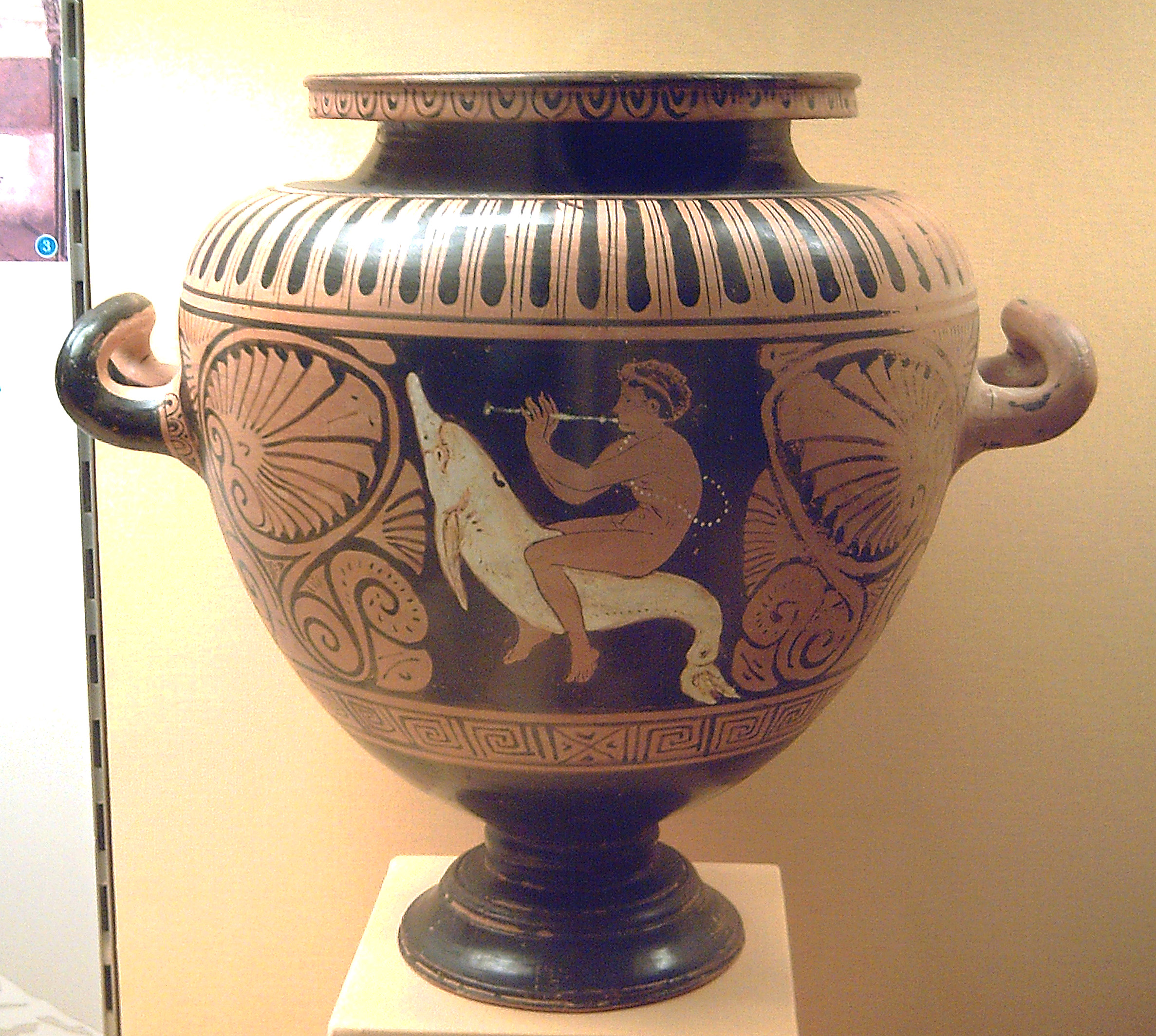
Rotfigurige Vase; Stamnos, um 360/40 v. Chr.

Die Ausbildung der etruskischen Wandmalerei, deren Blütezeit zwischen 530 und 460 v. Chr. liegt, steht in enger Verbindung mit der Architektur. Sämtliche erhaltenen Bilder sind Fresken, die an den Wänden der Grabkammern angebracht sind, und bei denen die dekorative Wirkung überwiegt. Die archaisch-etruskischen Darstellungen zeigen Lebensfreude versprühende Szenen aus dem täglichen Leben von großer Farbigkeit und – typisch etruskisch – unter Einbeziehung von Elementen aus der Natur. Dagegen wirken die Szenen der spätetruskischen Gräber ernst und freudlos. Bei den immer häufiger anzutreffenden Totenprozessionen lässt die namentliche Nennung den Verstorbenen und die Prozessionsteilnehmer zum Gegenstand eines historischen Dokuments werden.
Bezüglich der Kleinkunst waren seit der orientalisierenden Phase ganze Kunstzweige – Metallkunst, Keramik, Glyptik (meist Skarabäen nach ägyptischem Vorbild) und Elfenbeinschnitzerei – regional begrenzt: Silhouettengranulation in Vetulonia, Treppensteine und Urnenreliefs in Clusium (Chiusi). Die Goldschmiedekunst erreichte bereits im 7. Jahrhundert in Caere beachtliches Niveau. Zusammen mit den vielen sich an orientalische Muster anlehnenden dekorativen Elementen erstaunt die Vielzahl der benutzten Metallbearbeitungstechniken. Weltberühmt sind die etruskischen Granulationen.
Erzeugnisse des etruskischen Kunsthandwerks wurden im 6. und 5. Jahrhundert gefragte Artikel im Mittelmeerraum (besonders die Metallspiegel mit figürlichen Ritzverzierungen), deren Qualität aber im 4. Jahrhundert nachließ. Der Schmuck weist griechischen Einfluss auf und die eingravierten Bilder zeigen griechische Mythen, vermischt mit etruskischen Vorstellungen. Die Ficoronische Ciste steht aber in ihrer Feinheit der Ausführung den besten Stücken griechischer Kunst kaum nach.
Große Bedeutung erlangte in der Zeit vom 7. bis zum 4. Jahrhundert v. Chr. die Töpferei, die sich auf Falerii (Civita Castellana), Volaterrae (Volterra), Vulci und Perusia (Perueis) konzentrierte. Dabei orientierte sich die etruskische Vasenmalerei sehr stark an der griechischen. Selbst die ausgesprochen eigenständige schwarze Bucchero-Ware, deutliche Nachahmungen ziselierter und getriebener Metallgefäße, nahm für ihre Formgebung und Dekore fremde Vorbilder in Anspruch. Die eigene Produktion von Töpferwaren konnte den quantitativen und qualitativen Bedarf nicht befriedigen. Die feinere Tonware bezog man aus Griechenland, seit dem 5. Jahrhundert v. Chr. aus Athen. Der größte Teil der zahllosen erhaltenen bemalten griechischen Vasen stammt aus etruskischen Gräbern. Aber die massenhafte Einfuhr hatte keinen Aufschwung der einheimischen Keramik zur Folge, lediglich die rotfigurige Malerei erlebte eine Nachblüte, als im 5. Jahrhundert v. Chr. der Handel mit Athen drastisch zurückging und sich der Schwerpunkt der Vasenmalerei ins griechische Unteritalien verlagerte.

## Tempel
Neben den Grabanlagen wurden andere bauliche Hinterlassenschaften nur selten gefunden, meist handelt es sich lediglich um die Fundamente größerer Komplexe, überwiegend etruskische Tempel, die seit ungefähr 140 Jahren systematisch ergraben werden. Erst in letzter Zeit sind auch Reste der Profanarchitektur (Murlo bei Siena, Acquarossa bei Viterbo, Talamone) wissenschaftlich ausgegraben und ausgewertet worden.
Die frühesten Tempel des 6. Jahrhunderts v. Chr. bestanden aus einem einzelnen Kultraum, dessen Dach mittig von zwei Stützen getragen wurde (Veji – Piazza d’Armi). Erst seit dem späten 6. Jahrhundert v. Chr. setzten sich die tuskanischen Tempel durch (Veji – Portonaccio-Heiligtum, Orvieto – Belvederetempel, Pyrgi – Tempel A).
Aus Griechenland dürfte die Idee des Tempels selbst, wie auch die Gestaltung mit Säulenhalle, rechteckig oder quadratisch, Cella, Lehmziegelwänden, Ziegeleindeckung und Verkleidung des Daches mit farbigen Terrakotten stammen. Seit dem 4. Jahrhundert v. Chr. entwickelten sich jedoch eigenständige italisch-etruskische Architekturformen, die später auch für die römische Architektur bestimmend werden sollten. Der Tempel, Mittelpunkt der Monumentalarchitektur, bestand wie die griechischen aus Cella, Säulen und Gebälk. Er war aber eindeutig richtungsbezogen und damit grundverschieden von der richtungslosen griechischen Bauweise mit Ringhalle und mehrstufig umlaufendem Unterbau. Der Zugang war nur von einer Schmalseite her möglich, an der eine breite Freitreppe auf ein Podium mit einer Säulenvorhalle (Pronaos) führte; auf der hinteren Hälfte des Podiums befanden sich eine oder drei Cellen.

## Plastik

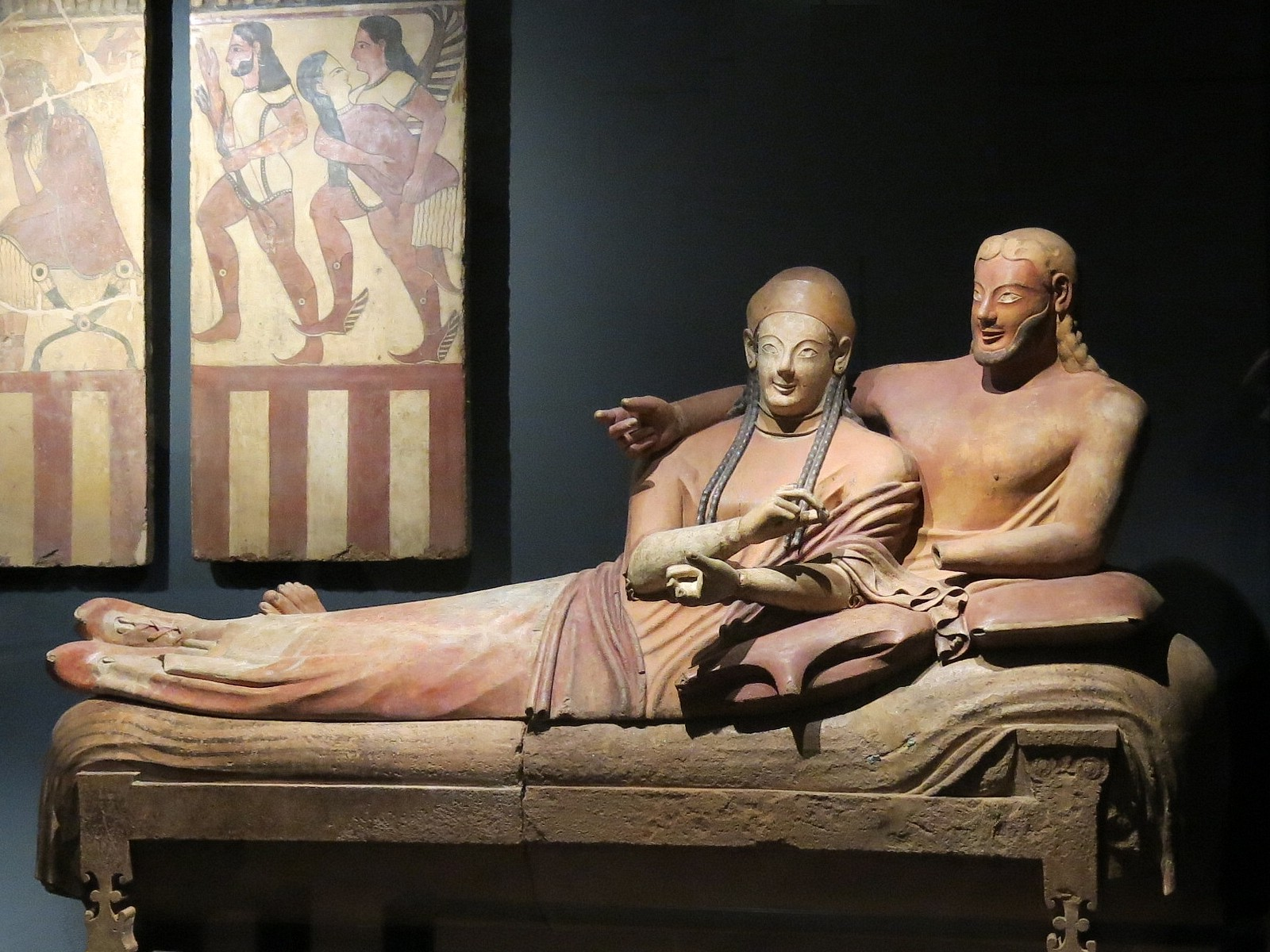
Der berühmte Ehegatten-Sarkophag von Cerveteri aus dem Louvre; Ende 6. Jahrhundert v. Chr.

Etruskische Plastik diente hauptsächlich der Ausschmückung von Tempeln und Grabstätten. Sie taucht erstmals im 8. Jahrhundert an Aschenurnen auf, deren Deckel als menschliche Köpfe gestaltet waren, und die gelegentlich am Urnenkörper Arme und Brustwarzen zeigen. Seit dem 6. Jahrhundert dominierte im Gegensatz zum Marmor der Griechen die Tonplastik, weil sich Terrakotta besser zur Wiedergabe flüchtiger Bewegungen eignet als Bronze und Stein. Etruskische Plastik verstand sich vornehmlich als Ausdrucksmittel für menschliche Emotionen, nicht als Ausformung ästhetischer Ideale. Einen besonderen Rang in der Entwicklung der etruskischen Bildhauerkunst nehmen die Liegefiguren der Verstorbenen auf den Deckplatten der Sarkophage ein, die als Wegbereiter der römischen Porträtkunst gelten. Als eines der bedeutendsten Zeugnisse gilt der Apollon von Veji.
Etruskische Ökonomie basierte vor allem auch auf der Metallverarbeitung, was sich in der überlieferten großen Zahl gegossener Bronzestatuetten ausdrückt, die aber fast gänzlich eingeschmolzen wurden. Zu den herausragenden Großplastiken, die noch existieren, gehören die Chimäre von Arezzo (2. Hälfte des 5. Jahrhunderts oder frühes 4. Jahrhundert) und der Mars von Todi (spätes 5. Jahrhundert oder frühes 4. Jahrhundert). Bedeutend sind auch die Porträtköpfe, die unter dem Einfluss archaischer griechischer Marmorköpfe entstanden sind (z. B. Bildniskopf eines Jünglings, 3. Jahrhundert v. Chr.). Von wesentlich geringerem künstlerischen Wert sind die vielen als Weihegaben verwendeten Statuetten aus Bronze und Ton und die menschlichen Deckelfiguren von Urnen und Sarkophagen aus dem 2. und 1. Jahrhundert. Ausnahmen bilden die bemalten Terrakotta-Sarkophage der Larthia Seianti und der Seianti Hanunia Tlesnasa, die zu den letzten genuin etruskischen Kunstschöpfungen zählen. Die als Arringatore von Florenz bekannte lebensgroße Statue des Aule Meteli (um 100 v. Chr.) ist schließlich ethnisch nicht mehr zuzuordnen, da sie aus einer Zeit stammt, in der die etruskische Kunst unter dem gemeinsamen Mantel des Hellenismus unmerklich in der römischen aufging.

## Museen für etruskische Kunstgegenstände
Hier einige italienische Museen mit Schwergewicht auf etruskischen Kunstgegenständen. Am bedeutendsten sind die in Florenz und Rom.
- Arezzo – Museo Archeologico Mecenate: Urnen, Keramiken, Bronzen und Statuen
- Cerveteri – Museo Nazionale: Gefäße, Sarkophage, Terrakotten, Grabbeigaben.
- Chiusi – Museo Nazionale Etrusco: Keramik, Aschenurnen, Sarkophage und Bronzen.
- Cortona – Museo dell’Accade: Goldschmiedekunst, Keramiken, Bronzen
- Florenz – Museo Archeologico Centrale dell'Etruria: Funde aus der Toskana, die ursprünglich in den Uffizien aufbewahrte wurden: Skulpturen, Bronzen, Keramiken, Goldschmiedekunst, Münzen, rekonstruierte etruskische Monumente
- Grosseto – Museo Archeologico: Grabbeigaben, Urnen, Statuen, Bronzen, Münzen
- Orvieto – Museo Faina: Fundstücke aus den Nekropolen von Orvieto, Vasen.
- Orvieto – Museo dell’Opera del Duomo: Grabbeigaben
- Perugia – Museo Archeologico Nazionale dell’Umbria: Urnen, Bronzebleche, Grabbeigaben
- Populonia – Museo Gasparri: Vasen, Sarkophagfragmente, Grabausstattungen
- Rom – Museo Nazionale Etrusco di Villa Giulia: Skulpturen, Keramiken, Bronzen, Goldschmiedekunst, Grabausstattungen
- Rom, Vatikanstadt – Museo Gregoriano Etrusco: Skulpturen, Keramiken, Bronzen, Goldschmiedekunst, Grabbeigaben
- Siena – Museo Archeologico Nazionale: Urnen, Sarkophage, Skulpturen, Keramiken
- Tarquinia – Museo Nazionale Etrusco: Sarkophage, Abgelöste Fresken, Vasen, Basreliefs, Grabbeigaben
- Volterra – Museo Etrusco Guarnacci: Aschenurnen, Bildhauer- und Goldschmiedekunst, Münzsammlungen